# 云林西路站
云林西路站是浙江省宁波市规划中的一座地下轨道交通车站，属于宁波轨道交通6号线。车站计划于2027年启用。

## 车站形制
云林西路站位于海曙区集士港镇云林西路、集古路口。车站位于云林西路北侧，沿集古路南北向设置，为地下二层岛式车站，长198.6米，宽19.7米，总建筑面积为13103平方米。

## 出口
云林西路站设置3个出入口。